# Colibrí dorsiblau
El colibrí dorsiblau (Aglaeactis pamela) és una espècie d'ocell de la família dels troquílids (Trochilidae) que habita les vessants dels Andes de l'oest de Bolívia.